# Temporada de tufões no Pacífico de 1991
A temporada de tufões no Pacífico de 1991 ocorreu durante todo o ano em 1991, embora a maioria dos ciclones tropicais tendesse a se formar no noroeste do Oceano Pacífico entre maio e novembro de 1991.  Estas datas delimitam convencionalmente o período de cada ano em que a maioria dos ciclones tropicais se forma no noroeste do Oceano Pacífico.
O escopo deste artigo é limitado ao Oceano Pacífico, ao norte do equador e a oeste da linha internacional de data. As tempestades que se formam a leste da linha de data e ao norte do equador são chamadas de furacões; veja a temporada de furacões de 1991 no Pacífico. As tempestades tropicais formadas em toda a bacia do Pacífico Ocidental receberam um nome do Joint Typhoon Warning Center. As depressões tropicais nesta bacia têm o sufixo "W" adicionado ao seu número. As depressões tropicais que entram ou se formam na área de responsabilidade das Filipinas recebem um nome da Administração de Serviços Atmosféricos, Geofísicos e Astronômicos das Filipinas ou PAGASA. Muitas vezes, isso pode resultar na mesma tempestade com dois nomes.

## Sistemas
32 ciclones tropicais se formaram este ano no Pacífico Ocidental, dos quais 30 se tornaram tempestades tropicais. 17 tempestades atingiram a intensidade do tufão, das quais 5 atingiram a força do supertufão.

### Tempestade tropical severa Sharon (Auring)
Sharon atingiu as Filipinas.

### Tufão Tim
Em 17 de março, um aglomerado de tempestades se agrupou formando uma área de baixa pressão no extremo leste das ilhas Marianas. A área de baixa pressão se intensificou rapidamente e se tornou uma tempestade tropical 4 dias após a formação. Condições favoráveis permitiram que o sistema continuasse a se intensificar em um tufão de categoria 1. O forte cisalhamento do vento em 25 de março enfraqueceu o sistema e fez a transição para um ciclone extratropical.

### Tempestade tropical Vanessa (Bebeng)
Vanessa aprofundo-se sobre o Mar do Sul da China.

### Tufão Walt (Karing)
Em 3 de maio, formou-se uma área de área perturbada a sudeste das Ilhas Marianas. Um dia depois, o sistema se fortaleceu em uma depressão tropical e continuou a se intensificar no status de tufão quatro dias depois. O sistema apresentou características anulares em 11 de maio, mostrando uma forma axissimétrica. Walt atingiu o pico de intensidade em 12 de maio, antes de mostrar um ciclo distinto de substituição da parede ocular com duração de quatro horas, do final de 13 a 14 de maio. Quando o ciclo de substituição da parede do olho terminou, formou-se um novo olho maior medindo 65 quilômetros de diâmetro. Walt logo virou para nordeste, tornando-se extratropical em 17 de maio, antes de se fundir com outro ciclone extratropical a nordeste do Japão.

### Tufão Yunya (Diding)
Depois de um mês sem nenhuma atividade no Pacífico Ocidental, uma depressão tropical fraca (com ventos de apenas 10 nós ) se desenvolveu a leste das Filipinas e ao sul da Calha Tropical Superior Troposférica em 11 de junho. Localizado em uma área de pouco cisalhamento do vento, dirigiu-se para o sudoeste, desenvolvendo fluxo de banda espiral e tornando-se uma tempestade tropical no dia 12. À medida que um pequeno nublado denso central (CDO) se desenvolveu sobre Yunya, ele se desenvolveu rapidamente, tornando-se um tufão no dia 13, em paralelo ao leste das Filipinas. O cume de nível médio forçou Yunya para o oeste, onde atingiu brevemente um pico de intensidade de 195 km/h ventos no dia 14. Posteriormente, a construção a leste da cordilheira subtropical produziu cisalhamento de vento vertical desfavorável que enfraqueceu Yunya a um tufão mínimo antes de atingir Dingalan, Luzon no início do dia 15. Yunya deixou Luzon como uma tempestade tropical mínima no Golfo de Lingayen. Ele virou para o norte devido a uma quebra no cume e se dissipou no dia 17 perto do sul de Taiwan devido ao cisalhamento vertical.
Yunya provavelmente teria sido um ciclone monótono se não tivesse atingido Luzon no mesmo dia da erupção climática do Monte Pinatubo. A nuvem de cinzas que normalmente teria se espalhado pelos oceanos foi redistribuída sobre Luzon pelos ventos ciclônicos do tufão, agravando muito os danos causados pela erupção. As cinzas carregadas de água caíram sobre a evacuada Base Aérea de Clark, bem como sobre o resto de Luzon, resultando na queda de linhas de energia e no colapso de prédios com telhado plano. Em algumas áreas estava praticamente chovendo lama.
Yunya saiu de Luzon através do Golfo de Lingayen como uma tempestade tropical fraca e depois virou para o norte em direção a uma quebra na cordilheira subtropical. O sistema continuou a enfraquecer devido ao forte cisalhamento vertical do vento. Em seguida, roçou a costa sul de Taiwan como uma depressão tropical e finalmente se dissipou antes que pudesse completar a recurvatura total nos ventos de oeste de latitude média. Yunya causou diretamente uma morte pela inundação e pelas fortes chuvas que deixou.

### Tufão Zeke (Etang)
Pelo menos 23 pessoas foram mortas por Zeke na ilha de Ainão.

### Tufão Amy (Gening)
145 mph O tufão Amy, tendo se desenvolvido em 12 de julho sobre o Pacífico Ocidental aberto, roçou o sul de Taiwan no dia 18. Seu escoamento tornou-se restrito e Amy atingiu o sul da China no dia 19 como um 120 tufão mph. Causou fortes inundações, resultando em 99 vítimas, 5.000 feridos e 15.000 desabrigados. Além disso, Amy causou o naufrágio do cargueiro em um rio, resultando em mais 31 mortes.

### Tempestade tropical severa Brendan (Helming)
Brendan foi o terceiro ciclone tropical consecutivo a atingir a China durante o mês de julho.

### Tufão Caitlin (Ising)
O tufão Caitlin se desenvolveu a partir de uma perturbação no leste das Ilhas Carolinas. Uma depressão tropical se formou em 23 de julho quando o sistema se moveu para o noroeste. A tempestade tropical Caitlin foi nomeada no dia 24 e foi atualizada para um tufão no dia seguinte. O tufão Caitlin, embora a várias centenas de quilômetros de distância, aumentou o fluxo das monções sobre as Filipinas. Fortes chuvas causaram deslizamentos de terra na região do Monte Pinatubo matando 16 pessoas pessoas. Quando Caitlin virou para o norte, a tempestade passou 97 km (60 mi) a oeste de Kadena AB, Okinawa no pico  de intensidade de 110 mph. As fortes chuvas de Caitlin ajudaram a aliviar a seca em curso na ilha, uma morte foi relatada. O tufão Caitlin então começou a acelerar para o norte e passou pelo Estreito da Coreia antes de se tornar extratropical no Mar do Japão. Fortes inundações na Coreia do Sul mataram 2 pessoas e causou $ 4 milhões em danos.

### Depressão tropical Enrique
A tempestade tropical Enrique formou-se na bacia do Pacífico oriental, onde atingiu seu pico de intensidade como furacão de categoria 1, tornando-se o furacão Enrique. Enrique durou vários dias à deriva ao norte das ilhas havaianas como um sistema fraco. Conforme Enrique se aproximava da International Dateline, o sistema começou a se desenvolver novamente. Pouco depois de cruzar a linha de data, Enrique tornou-se uma tempestade tropical novamente em 1º de agosto. Durou menos de 24 horas antes que o forte cisalhamento do vento de nível superior dissipasse sua convecção, expondo a circulação do ciclone. Nenhum dano ou vítima foi causado por Enrique. É um dos apenas sete ciclones tropicais existentes em todas as três bacias de ciclones tropicais no Oceano Pacífico. Os outros são Georgette de 1986, Li e John de 1994, Dora de 1999, Genevieve de 2014 e Hector de 2018.

### Depressão tropical Doug
Doug foi uma tempestade tropical de acordo com o JTWC.

### Tufão Ellie (Mameng)
Ellie foi um tufão incomumente pequeno que atingiu Taiwan como uma tempestade tropical.

### Tufão Fred (Luding)
O tufão Fred organizou a partir de um vale de monção situado a leste da região central das Filipinas, uma depressão formada em 11 de agosto. A depressão moveu-se pelo norte da Ilha de Luzon, ao entrar no Mar da China Meridional a depressão foi atualizada para a tempestade tropical Fred. Fred atingiu a intensidade do tufão em 14 de agosto, quando a tempestade se moveu para o sul de Hong Kong. Fred atingiu o pico de intensidade de 110 mph (180 km/h) pouco antes de atravessar a Ilha de Ainão. Fred então virou para o sudoeste através do Golfo de Tonquim e fez um pouso final no norte do Vietnã antes de se dissipar. Enquanto Fred se movia para o sul de Hong Kong, a barcaça DB29 de apoio à plataforma de petróleo afundou com 195 pessoas a bordo;  22 pessoas a bordo do navio morreram. Na ilha de Ainão, fortes inundações e deslizamentos de terra causados pelas chuvas de Fred mataram 16 pessoas pessoas.

### Depressão tropical 13W
13W durou dois dias.

### Tempestade tropical severa Gladys
O tufão mínimo Gladys passou pelo sul do Japão em 22 de agosto. Ele se moveu para o noroeste e atingiu a Península Coreana no dia 23. Isso causou mais de 20 milhões de ienes de danos no Japão, mais de 270 milhões de won de danos na Coreia do Sul e na Coreia do Sul, deixou 103 mortos ou desaparecidos e mais de 20.000 desabrigados.

### Tempestade tropical 15W
15W foi uma depressão de longa duração que se moveu para noroeste.

### Tempestade tropical Harry
Harry se formou originalmente a partir de um pequeno aglomerado de tempestades em meados de agosto. Ele se moveu sobre o Oceano Pacífico e se tornou mais organizado. Em 29 de agosto, recebeu o nome de "Harry". Em seguida, mudou-se para o norte e atingiu o Japão alguns dias depois. Harry então enfraqueceu por causa da terra e também porque, quando voltou ao mar, passou por águas mais frias e se dissipou em 31 de agosto.

### Tufão Ivy
O tufão Ivy formou-se a partir de uma ampla calha de monção situada perto de Kosrae, no leste das Ilhas Carolinas. Uma depressão tropical se formou em 2 de setembro quando o sistema se moveu para o noroeste, no dia seguinte a depressão se fortaleceu na tempestade tropical Ivy. Ivy começou a se intensificar rapidamente e atingiu a força do tufão quando a tempestade passou 210 km (130 mi) a leste de Tinian e Saipan nas Ilhas Marianas do Norte. Em Saipan, uma morte por afogamento foi relatada, mas apenas danos menores foram relatados nas Marianas do Norte. O tufão Ivy continuou em um caminho noroeste e atingiu força máxima de 130 mph (210 km/h) em 7 de setembro antes de retornar para o nordeste. Ivy foi paralela à costa sudeste do Japão e tornou-se extratropical 970 km (600 mi) a leste de Tóquio. Quando o tufão Ivy se aproximou de Honshū, Tóquio e áreas vizinhas foram atingidas por ventos fortes e chuvas fortes. Mais de 200 deslizamentos de terra foram relatados e uma pessoa foi morta com outras 4 desaparecidas.

### Tempestade tropical Joel
Joel atingiu o sul da China.

### Tufão Kinna (Neneng)
O tufão Kinna formou-se em um vale de monção no oeste das Ilhas Carolinas. Uma depressão tropical começou a se organizar em 10 de setembro a oeste de Guam, a tempestade tropical Kinna foi nomeada mais tarde no mesmo dia. Conforme Kinna se movia para o noroeste, a tempestade começou a ganhar força e atingiu a intensidade do tufão em 12 de setembro, pouco antes de virar para o norte, ameaçando o Japão. No dia 12, o tufão Kinna atingiu o solo direto no sul da ilha de Okinawa com força máxima de 105 mph (169 km/h). Kinna manteve a intensidade máxima depois de voltar para o norte-nordeste e atingir a ilha de Kyūshū. A parede do olho do tufão Kinna passou diretamente sobre as cidades de Nagasaki e Sasebo em 13 de setembro, ambas as cidades relataram rajadas de vento de 115 mph (185 km/h). Kinna continuou se movendo pelo Japão e se tornou extratropical perto da costa norte da ilha de Honshū. Em Okinawa Kinna caiu mais de 200 mm (8 in) de chuva, no Japão a maior parte dos danos ocorreu perto de Nagasaki. Em todo o Japão e Okinawa, 9 mortes foram atribuídas à passagem do tufão Kinna.

### Tufão Mireille (Rosing)
Em 13 de setembro, a depressão Tropical 21W se desenvolveu sobre o Pacífico Ocidental aberto. Seguiu para oeste sob a influência da Cordilheira Subtropical, organizando-se lentamente até se tornar uma tempestade tropical no dia 15. Uma pequena tempestade, Mireille rapidamente se tornou um tufão no dia 16, mas a maior tempestade tropical Luke ao norte e o tufão Nat a oeste mantiveram Mireille um tufão mínimo. Quando as outras duas tempestades estavam longe o suficiente, Mireille se intensificou rapidamente, atingindo a força do supertufão no dia 22 com um pico de ventos de 240 km/h (150 mph). A tempestade recorreu ao nordeste, onde enfraqueceu lentamente até atingir o sudoeste do Japão no dia 27 como um tufão de 169 km/h (105 mph). Mireille continuou para o Nordeste e tornou-se extratropical mais tarde naquele dia, depois de causar 52 baixas e grandes danos às colheitas no valor de US $3 bilhões (1991 USD). O nome Mireille foi aposentado após esta temporada e foi substituído por Melissa. O navio de bandeira do Panamá MV " Darshan "carregado com clínquer de cimento de Ube, Japão e destinado a com destino a Kuching, Leste da Malásia, aterrou na parte oriental da ilha Hime-shima"Princess Island".

### Tempestade tropical severa Luke (Pepang)
A tempestade tropical Luke formou-se a partir de um distúrbio que se moveu pelas Marianas do Norte e se tornou uma depressão tropical em 14 de setembro, a oeste das ilhas. A depressão começou a se intensificar lentamente à medida que se movia para o oeste-noroeste e a tempestade tropical Luke foi nomeada em 15 de setembro. Luke atingiu o pico de intensidade de 60 mph (97 km/h) antes de recurvar para o nordeste e enfraquecer devido ao aumento do cisalhamento. A tempestade tropical Luke então seguiu paralelamente à costa sudeste do Japão, deixando cair fortes chuvas. As inundações e deslizamentos de terra resultantes mataram 8 pessoas e deixou outras 10 desaparecidas antes de Luke se tornar extratropical a leste da ilha central de Honshū.

### Tufão Nat (Oniang)
Nat fez uma trilha errática por mais de duas semanas.

### Tufão Orchid (Sendang)
O tufão Orchid formou-se a partir de uma ampla calha de monção que se moveu pelas Marianas do Norte e se tornou uma depressão tropical em 4 de outubro a oeste das ilhas. A depressão mudou-se para o oeste e se fortaleceu na tempestade tropical Orchid no mesmo dia. Orchid então começou a se intensificar rapidamente e atingir o pico de força em 130 mph (210 km/h) em 7 de outubro antes de virar para o nordeste e acelerar. O tufão Orchid foi paralelo à costa sudeste das ilhas Shikoku e Honshū. Enquanto Orchid roçava as ilhas, 96 deslizamentos de terra e fortes inundações foram relatados na região de Tóquio e arredores, uma pessoa foi morta devido a inundações. Embora a uma grande distância, as ondas de Orchid e Typhoon Pat se combinaram para produzir ondas tremendas, resultando na morte de 2 pessoas em Guam.

### Tufão Pat
Pat ficou no mar.

### Tufão Ruth (Trining)
O super tufão Ruth formou-se a partir de um distúrbio tropical originado entre Chuuk e Pohnpei, conforme o distúrbio se movia em direção ao oeste, uma depressão tropical formada em 20 de outubro. A tempestade tropical Ruth foi nomeada no dia 21 quando a tempestade se moveu para o sudoeste de Guam e começou a ter intensidade constante. Ruth atingiu a força do tufão em 22 de outubro e se tornou um supertufão no dia 24, quando a tempestade atingiu o pico de intensidade de 165 mph (266 km/h). Ruth começou a declinar lentamente em força à medida que se aproximava do norte das Filipinas. Ruth atingiu a costa em 27 de outubro no norte da Ilha de Luzon com ventos de 115 mph (185 km/h) antes de enfraquecer para uma tempestade tropical. Inundações pesadas e numerosos deslizamentos de terra foram relatados na Ilha de Luzon como resultado 12 pessoas foram mortas. Depois de partir da Ilha de Luzon, Ruth recurvou ao sul de Taiwan e se dissipou. O mar agitado fez com que o cargueiro Tung Lung afundasse a oeste de Taiwan, todos os 18 a bordo morreram.

### Tufão Seth (Warling)
Um super tufão de categoria 4 que afetou a parte norte das Filipinas. Durante a maior parte do início da vida de Seth, Seth permaneceu uma tempestade tropical, até encontrar águas mais quentes, onde começou a atingir seu pico de intensidade em 5 de novembro. Seth atingiu o pico como uma forte tempestade de categoria 4, mas enfraqueceu consideravelmente sob a força do tufão quando atingiu a costa nas Filipinas como uma tempestade tropical. Depois de cruzar as Filipinas perto do fim de sua vida, Seth estagnou e se dissipou a meio caminho entre as Filipinas e a Ásia continental. Seth tinha um olho bem definido e atingiu a mesma área das Filipinas logo após o super tufão Ruth.

### Tempestade tropical Thelma (Uring)
80 km/h (50 mph) tempestade Tropical Thelma atingiu o centro das Filipinas em 4 de novembro. Percorreu lentamente o arquipélago, provocando fortes inundações nas ilhas. O cisalhamento Vertical enfraqueceu - o enquanto continuava para o oeste e dissipou-se em 8 de novembro, logo após atingir o sul do Vietnã. Thelma, apesar de uma tempestade fraca, causou falhas de barragens, deslizamentos de terra e inundações repentinas, resultando em um número horrendo de mortos de 6.000 pessoas. Devido às enormes baixas, o nome Thelma foi aposentado e substituído por Teresa.

### Tempestade tropical severa Verne
Verne se afastou da terra.

### Tempestade tropical Wilda (Yayang)
Wilda atingiu as Filipinas.

### Tufão Yuri
O supertufão Yuri foi a tempestade mais forte da temporada, com ventos de até 120 nós (220 km/h) e uma pressão mínima registrada de 895 mbar. Isso fez do Yuri o terceiro ciclone tropical mais intenso registrado no final de 1991. Yuri causou $ 3 milhões (1991 USD) em danos a Pohnpei, incluindo a perda de uma torre de rádio. Em Guam, a tempestade causou extensa erosão na praia e destruiu entre 60 e 350 prédios. Lá, os danos totalizaram $ 33 milhões (1991 USD). É uma das tempestades mais observadas de todos os tempos. Seu olho foi estudado para pesquisa.

### Tempestade tropical severa Zelda
A tempestade tropical Zelda foi a última tempestade da temporada de tufões no Pacífico de 1991.

## Nomes de tempestade
Durante a temporada, 29 ciclones tropicais nomeados se desenvolveram no Pacífico Ocidental e foram nomeados pelo Joint Typhoon Warning Center, quando foi determinado que eles haviam se tornado tempestades tropicais. Esses nomes foram contribuídos para uma lista revisada em meados de 1989.
| Sharon | Tim   | Vanessa | Walt     | Yunya | Zeke   | Amy | Brendan | Caitlin | Doug   | Ellie | Fred  | Gladys | Harry | Ivy |
| Joel   | Kinna | Luke    | Mireille | Nat   | Orchid | Pat | Ruth    | Seth    | Thelma | Verne | Wilda | Yuri   | Zelda |     |

### Filipinas
| Auring         | Bebeng                  | Karing                 | Diding                 | Etang                             |
| Gening         | Helming                 | Ising                  | Luding                 | Mameng                            |
| Neneng         | Oniang                  | Pepang                 | Rosing                 | Sendang                           |
| Trining        | Uring                   | Warling                | Yayang                 |                                   |
| Lista auxiliar |                         |                        |                        |                                   |
|                |                         |                        |                        | Ading (sem usar)                  |
| Barang         | Krising (sem ser usado) | Dadang (sem ser usado) | Erling (sem ser usado) | Goying (sem usar) (sem ser usado) |

A Administração de Serviços Atmosféricos, Geofísicos e Astronômicos filipinos usa seu próprio esquema de nomenclatura para ciclones tropicais em sua área de responsabilidade. A PAGASA atribui nomes às depressões tropicais que se formam dentro de sua área de responsabilidade e a qualquer ciclone tropical que possa se mover para dentro de sua área de responsabilidade. Caso a lista de nomes para um determinado ano se revele insuficiente, os nomes são retirados de uma lista auxiliar, os primeiros 10 dos quais são publicados todos os anos antes do início da temporada. Os nomes não retirados desta lista serão usados novamente na temporada de 1995. Esta é a mesma lista usada na temporada de 1987. A PAGASA usa seu próprio esquema de nomenclatura que começa no alfabeto filipino, com nomes femininos filipinos terminando com "ng" (A, B, K, D, etc. ). Os nomes que não foram atribuídos/vão ser usados são marcados em cinzento.

### Nomes retirados
Devido aos grandes danos e ao alto número de mortos, o JTWC retirou os nomes Mireille e Thelma, que foram substituídos por Melissa e Teresa. Ambos os nomes foram usados pela primeira vez na temporada de 1994. PAGASA também retirou o nome Uring por motivos semelhantes e foi substituído por Ulding na temporada de 1995.

## Efeitos da temporada
Esta tabela resume todos os sistemas que se desenvolveram ou se moveram para o Oceano Pacífico Norte, a oeste da Linha Internacional de Data durante 1991. As tabelas também fornecem uma visão geral da intensidade de um sistema, duração, áreas de terra afetadas e quaisquer mortes ou danos associados ao sistema.
| Nome                | Datas ativo                     | Classificação máxima       | Velocidade de vento sustentados | Pressão               | Áreas afetadas                                                            | Danos (USD)      | Fatalidades | Refs |
| ------------------- | ------------------------------- | -------------------------- | ------------------------------- | --------------------- | ------------------------------------------------------------------------- | ---------------- | ----------- | ---- |
| Sharon (Auring)     | 5 de março – 16                 | Tempestade tropical severa | 95 km/h (60 mph)                | 985 hPa (29.09 inHg)  | Ilhas Carolinas, Filipinas                                                | Nenhum           | Nenhum      |      |
| Tim                 | 20 de março – 27                | Tufão                      | 120 km/h (75 mph)               | 970 hPa (28.64 inHg)  | Filipinas, Japão                                                          | Nenhum           | Nenhum      |      |
| Vanessa (Bebeng)    | 23 de abril – 28                | Tempestade tropical        | 85 km/h (50 mph)                | 994 hPa (29.35 inHg)  | Filipinas, Vietname, China                                                | Nenhum           | Nenhum      |      |
| Walt (Karing)       | 5 de maio – 17                  | Tufão                      | 185 km/h (115 mph)              | 915 hPa (27.02 inHg)  | Ilhas Carolinas, Ilhas Marianas, Filipinas, Ilhas Ryukyu                  | Nenhum           | Nenhum      |      |
| TD                  | 20 de maio                      | Depressão tropical         | Não definido                    | 1010 hPa (29.83 inHg) | Nenhum                                                                    | Nenhum           | Nenhum      |      |
| Yunya (Diding)      | 12 de junho – 17                | Tufão                      | 150 km/h (90 mph)               | 950 hPa (28.05 inHg)  | Filipinas                                                                 | Nenhum           | 7           |      |
| TD                  | 14 de junho – 19                | Depressão tropical         | Não definido                    | 1002 hPa (29.59 inHg) | Ilhas Carolinas                                                           | Nenhum           | Nenhum      |      |
| TD                  | 18 de junho – 19                | Depressão tropical         | Não definido                    | 1006 hPa (29.59 inHg) | Ilhas Marianas                                                            | Nenhum           | Nenhum      |      |
| Zeke (Etang)        | 9 de julho – 15                 | Tufão                      | 120 km/h (75 mph)               | 970 hPa (28.79 inHg)  | Filipinas, China meridional                                               | Nenhum           | 23          |      |
| Amy (Gening)        | 14 de julho – 20                | Tufão                      | 175 km/h (110 mph)              | 930 hPa (27.46 inHg)  | Filipinas, Taiwan, China                                                  | Desconhecido     | 130         |      |
| TD                  | 14 de julho – 18                | Depressão tropical         | Não definido                    | 1002 hPa (29.59 inHg) | Filipinas                                                                 | Nenhum           | Nenhum      |      |
| Brendan (Helming)   | 19 de julho – 25                | Tempestade tropical severa | 110 km/h (70 mph)               | 980 hPa (28.94 inHg)  | Filipinas, Taiwan, China meridional                                       | Nenhum           | Nenhum      |      |
| Caitlin (Ising)     | 21 de julho – 30                | Tufão                      | 150 km/h (90 mph)               | 940 hPa (27.76 inHg)  | Filipinas, Taiwan, Japão, Coreia do Sul                                   | $4 000 000       | 19          |      |
| Enrique             | 31 de julho – 1 de agosto       | Depressão tropical         | 65 km/h (40 mph)                | 1016 hPa (30.01 inHg) | Nenhum                                                                    | Nenhum           | Nenhum      |      |
| TD                  | 2 de agosto                     | Depressão tropical         | Não definido                    | 1002 hPa (29.59 inHg) | Nenhum                                                                    | Nenhum           | Nenhum      |      |
| Doug                | 7 de agosto – 10                | Depressão tropical         | 65 km/h (40 mph)                | 1000 hPa (29.53 inHg) | Nenhum                                                                    | Nenhum           | Nenhum      |      |
| Ellie (Mameng)      | 10 de agosto – 19               | Tufão                      | 130 km/h (80 mph)               | 960 hPa (28.35 inHg)  | Ilhas Ryukyu, Taiwan, China Oriental                                      | Nenhum           | Nenhum      |      |
| Fred (Luding)       | 11 de agosto – 18               | Tufão                      | 150 km/h (90 mph)               | 1000 hPa (27.53 inHg) | Filipinas, China meridional, Vietname, Laos, Tailândia                    | Desconhecido     | 38          |      |
| 13W                 | 11 de agosto – 13               | Depressão tropical         | 45 km/h (30 mph)                | 1002 hPa (29.59 inHg) | Nenhum                                                                    | Nenhum           | Nenhum      |      |
| Gladys              | 15 de agosto – 24               | Tempestade tropical severa | 110 km/h (70 mph)               | 965 hPa (28.65 inHg)  | Japão, Península da Coreia, Noroeste da China                             | $420 000         | 103         |      |
| TD                  | 19 de agosto – 24               | Depressão tropical         | Não definido                    | 996 hPa (29.41 inHg)  | Nenhum                                                                    | Nenhum           | Nenhum      |      |
| 15W                 | 26 de agosto – 30               | Depressão tropical         | 55 km/h (35 mph)                | 992 hPa (29.29 inHg)  | Japão, Coreia do Sul                                                      | Nenhum           | Nenhum      |      |
| Harry               | 28 de agosto – 31               | Tempestade tropical        | 75 km/h (45 mph)                | 992 hPa (29.29 inHg)  | Japão, Coreia do Sul                                                      | Nenhum           | Nenhum      |      |
| Ivy                 | 2 de setembro – 10              | Tufão                      | 175 km/h (110 mph)              | 935 hPa (27.61 inHg)  | Ilhas Carolinas, Ilhas Marianas, Japão                                    | Desconhecido     | 1           |      |
| Joel                | 3 de setembro – 8               | Tempestade tropical        | 85 km/h (50 mph)                | 985 hPa (29.09 inHg)  | Filipinas, China, Taiwan                                                  | Nenhum           | Nenhum      |      |
| Kinna (Neneng)      | 10 de setembro – 14             | Tufão                      | 150 km/h (90 mph)               | 955 hPa (28.20 inHg)  | Japão, Península da Coreia                                                | Desconhecido     | 9           |      |
| Mireille (Rosing)   | 13 de setembro – 28             | Tufão                      | 185 km/h (115 mph)              | 925 hPa (27.32 inHg)  | Ilhas Marshall, Ilhas Marianas, Japão, Coreian Peninsula, Rússia Far East | $10 000 000 000  | 64          |      |
| Luke (Pepang)       | 14 de setembro – 19             | Tempestade tropical severa | 100 km/h (65 mph)               | 980 hPa (28.94 inHg)  | Ilhas Marianas, Japão                                                     | Nenhum           | 8           |      |
| Nat (Oniang)        | 14 de setembro – 3 de outubro   | Tufão                      | 150 km/h (90 mph)               | 950 hPa (28.05 inHg)  | Filipinas, Taiwan, China                                                  | Desconhecido     | Nenhum      |      |
| Orchid (Sendang)    | 3 de outubro – 14               | Tufão                      | 175 km/h (110 mph)              | 930 hPa (27.46 inHg)  | Guam, Japão                                                               | Nenhum           | Nenhum      |      |
| Pat                 | 4 de outubro – 13               | Tufão                      | 150 km/h (90 mph)               | 925 hPa (27.32 inHg)  | Ilhas Marianas                                                            | Nenhum           | Nenhum      |      |
| Ruth (Trining)      | 19 de outubro – 31              | Tufão                      | 215 km/h (130 mph)              | 895 hPa (26.43 inHg)  | Ilhas Carolinas, Ilhas Marianas, Filipinas                                | Desconhecido     | 30          |      |
| Seth (Warling)      | 1 de novembro – 15              | Tufão                      | 185 km/h (115 mph)              | 925 hPa (27.32 inHg)  | Ilhas Marshall, Ilhas Carolinas, Ilhas Marianas, Filipinas                | Desconhecido     | Nenhum      |      |
| Thelma (Uring)      | 1 de novembro – 8               | Tempestade tropical        | 75 km/h (45 mph)                | 992 hPa (29.29 inHg)  | Filipinas, Vietname                                                       | $27 670 000      | 5,081       |      |
| Verne               | 5 de novembro – 12              | Tempestade tropical severa | 100 km/h (65 mph)               | 980 hPa (28.94 inHg)  | Ilhas Marshall, Ilhas Carolinas, Ilhas Marianas                           | Nenhum           | Nenhum      |      |
| Wilda (Yayang)      | 14 de novembro – 31             | Tempestade tropical        | 85 km/h (50 mph)                | 992 hPa (29.29 inHg)  | Filipinas                                                                 | Nenhum           | Nenhum      |      |
| Yuri                | 22 de novembro – 1 de dezembro  | Tufão                      | 220 km/h (140 mph)              | 895 hPa (26.43 inHg)  | Ilhas Marshall, Ilhas Carolinas, Ilhas Marianas                           | $36 000 000      | Nenhum      |      |
| Zelda               | 27 de novembro – 5 de dezembro  | Tempestade tropical severa | 110 km/h (70 mph)               | 975 hPa (28.79 inHg)  | Ilhas Marshall                                                            | Nenhum           | Nenhum      |      |
| Totais da temporada |                                 |                            |                                 |                       |                                                                           |                  |             |      |
| 38 sistemas         | 5 de março – 5 de dezembro 1991 |                            | 220 km/h (140 mph)              | 895 hPa (26.43 inHg)  |                                                                           | >$10 068 090 000 | ~5,505      |      |